# Sorex shinto
Sorex shinto — вид роду мідиць (Sorex) родини мідицевих.

## Поширення
Країни поширення: Японія. Зустрічається тільки на островах Хонсю, Сікоку і острів Садо від рівня моря до 2900 м над рівнем моря. Мешкає в опалому листі і шарі гумусу в первинних і вторинних лісах і чагарниках на великій висоті в центральній частині о. Хонсю і Сікоку. У північному Хонсю і на острові Садо, вид також зустрічається в нижніх гірських районах. 

## Загрози та охорона
Немає серйозних загроз для цього виду. Зустрічається в деяких охоронних районах.